# Illo
Illo (* 23. August 1977 in Marseille als Oliver Ress), auch bekannt als Illo 77 und Illo the Shit, ist ein deutschsprachiger Rapper und Hip-Hop-Produzent, der früher ein Mitglied der Mongo Clikke war. Der aus Frankreich stammende Deutsch-Franzose ist in Hamburg-Eppendorf aufgewachsen.

## Leben
Illo begann 1997 mit dem Rappen, begeistert von seinem Klassenkameraden Samy Deluxe, anfänglich auf Französisch, seiner zweiten Muttersprache. In der nächsten Zeit rappte er mit Denyo 77 und war auf K2 bei den Beginnern, dem Album von Samy Deluxe und als Partner von Nate Dogg zu hören.
Seinen ersten Auftritt hatte er 1998 als Playback-Double für Denyo bei The Dome. 2001 wurde er von den Lesern der Juice zum Newcomer des Jahres gewählt. Illos erste Single war Keine Zeit und erschien 2000 auf Vinyl und auf Maxi-CD.
2001 ging er mit Jan Eißfeldt und Denyo 77 auf die 60 Hertz-Tour.
Bis 2003 stand Illo bei dem Hamburger Label Eimsbush unter Vertrag und arbeitete mit dem Produzenten Simon Vegas an seinem Album Illosion. Kurz vor dem Mastern meldete das Label Insolvenz an und Illo stand ohne Vertrag da. Das Album kam nie auf den Markt.
In Folge arbeitete er mit seinem Freund Samy Deluxe bei dessen neu gegründeten Label Deluxe Records zusammen. Im Spätsommer 2004 wurden Tracks von Illosion auf der  Maxi Wehr Dich veröffentlicht, die Single erschien über die EMI.
2005 veröffentlichte Illo das Hamburgs Finest Mixtape Vol. 5, Illo the Shit – Zurück wie verdautes Essen, auf dem sich unter anderem auch ein Low-Budget-Video zu dem Track Dies ist (feat. Dashenn von den Headliners) befindet.
Am 20. Juli 2007 erschien über Deluxe Records Illos Debüt-Album Wer wenn nicht ich? mit der Single Sie Ist… (feat. Emory). Außerdem wurde ein Low-Budget-Video zu Besser Nicht gedreht. Als zweite Single wurde das Lied Oh Mein Gott ausgewählt. Auch auf dieser ist Emory vertreten. Das Stück befindet sich unter anderem auch auf dem 80’s-Flashback-Album.
Zu diesem neuen Album war Illo im Jahr 2007 zusammen mit Spezializtz und Snaga&Pillath auf der AbiTour ’07 Tour durch Deutschland.
Illo hatte auf Deluxe Records seine eigene Edition, die Tracksetters.
Seit 2013 betreibt Illo unter seinem bürgerlichen Namen eine internationale Modelagentur.

## Diskografie

### Studioalben
- 2007: Wer wenn nicht ich?

### Singles
- 2000: Keine Zeit (als Illo 77)
- 2001: Chain Gang Slang (Mr. Schnabel feat. Phantom Black & Illo 77)
- 2003: Rapshit (DJ Mixwell & Illo)
- 2004: Wehr Dich
- 2007: Sie ist … (feat. Emory)
- 2007: Oh Mein Gott (feat. Emory)

### Mixtapes
- 2005 Zurück wie verdautes Essen (Hamburgs Finest Mixtape Vol.5)

### Weitere Gastbeiträge
- 2007 Alles ist 4Bye als Illo the Shit (Juice Exclusive [CD #73])
- 2007 So Arrogant – Illo the Shit feat. Afrob (Juice Exclusive [CD #78])